# Opština Bačka Topola
Opština Bačka Topola (srbsky Општина Бачка Топола) je srbská základní jednotka územní samosprávy v autonomní oblasti Vojvodina. V roce 2011 zde žilo 33 268 obyvatel. Sídlem správy opštiny je město Bačka Topola.

## Sídla
V opštině se nachází celkem 23 sídel.
| - Bagremovo - Bajša - Bačka Topola - Bački Sokolac - Bogaraš - Gornja Rogatica - Gunaroš - Kavilo | - Karađorđevo - Krivaja - Mali Beograd - Mićunovo - Novo Orahovo - Njegoševo - Obornjača - Panonija | - Pačir - Pobeda - Svetićevo - Srednji Salaš - Stara Moravica - Tomislavci - Zobnatica |

## Národnostní složení (2002)
- Maďaři – 58,94%
- Srbové – 29,94%
- Jugoslávci – 2,17%
- Černohorci – 1,43%
- Chorvati – 1,18%